# Jeździectwo na Letnich Igrzyskach Olimpijskich 1932 – skoki przez przeszkody indywidualnie
Konkurencja skoków przez przeszkody podczas X Letnich Igrzysk Olimpijskich została rozegrana 14 sierpnia 1932 roku. Zawody odbywały się na Los Angeles Memorial Coliseum. Wystartowało 11 zawodników z 4 krajów.

## Wyniki
| Pozycja | Jeździec               | Kraj              | Koń          | Punkty | Czas   |
| ------- | ---------------------- | ----------------- | ------------ | ------ | ------ |
| 1.      | Takeichi Nishi         | Japonia           | Uranus       | 8,0    | 2:42,2 |
| 2.      | Harry Chamberlin       | Stany Zjednoczone | Show Girl    | 12,0   | 2:38,2 |
| 3.      | Clarence von Rosen Jr. | Szwecja           | Empire       | 16,0   | 2:19,2 |
| 4.      | William Bradford       | Stany Zjednoczone | Joe Aleshire | 24,0   | 2:26,4 |
| 5.      | Ernst Hallberg         | Szwecja           | Kornett      | 50,5   | 3:31,6 |
| -       | John William Wofford   | Stany Zjednoczone | Babe Wartham | DNF    | DNF    |
| -       | Yasushi Imamura        | Japonia           | Sonny Boy    | DNF    | DNF    |
| -       | Arne Francke           | Szwecja           | Urfé         | DNF    | DNF    |
| -       | Procopio Ortíz         | Meksyk            | Pinello      | DNF    | DNF    |
| -       | Andrés Bocanegra       | Meksyk            | El As        | DNF    | DNF    |
| -       | Carlos Mejia           | Meksyk            | Kanguro      | DNF    | DNF    |